# Chalchihuites
Chalchihuites é um município do estado de Zacatecas, no México.